# Gefionbroen
Gefionbroen er en fodgængerbro ved Gefionspringvandet i København. Broen fra 1894 er formentlig Danmarks første jernbetonbro. Den er tegnet af professor Asger Ostenfeld, der også designede den nærliggende Langeliniebro, der nu er væk. Broen blev fredet i 1997. Under broen gik Frihavnsjernbanen tidligere mellem Københavns Frihavn og Toldboden. Broens omgivende haveanlæg var tegnet af H.A. Flindt.
Broens sammenhæng er svækket, efter at den i forbindelse med rekonstruktionen af Kastellets voldanlæg i 1998-2000 blev flyttet 37° ud af Gefionspringvandets akse med Amaliegade og nu går i en mere sydlig retning. Broen blev desuden materialemæssigt fornyet.
Før 1998 kunne man køre over Gefionbroen, mellem Esplanaden og Langeliniepavillonen. 
Forundersøgelser af Gefionbroen viste nemlig, at den var i så ringe stand, at den ikke kunne flyttes. Men fredningsmyndighederne godkendte, at der blev opført en ny bro efter de originale tegninger. Her bruges den nu som gang- og cykelbro mellem havnefronten og Langelinie. Broens støbejernsrækværk kunne dog restaureres og genopsættes.
Til gengæld var det ikke muligt at redde brosidernes mosaikker, der var tegnet af arkitekt Vilhelm Dahlerup. Nationalmuseets bevaringsafdeling nedtog mosaikkerne, der viste sig så medtagne, at der måtte fremstilles nye.

## Ekstern henvisning
- Wikimedia Commons har flere filer relateret til Gefionbroen
- Litteraturliste, Danmarks Vej- og Bromuseum (Webside ikke længere tilgængelig)

55°41′22.22″N 12°35′53.22″Ø / 55.6895056°N 12.5981167°Ø